# Huỳnh Văn Be
Huỳnh Văn Be (sinh 1949) là một cựu chính khách Việt Nam. Ông từng giữ chức Ủy viên Ban Chấp hành Trung ương khóa X, Bí thư Tỉnh ủy Bến Tre, Chủ tịch Hội đồng nhân dân tỉnh Bến Tre, đại biểu Quốc hội Việt Nam khóa X thuộc đoàn đại biểu Bến Tre, Anh hùng Lực lượng vũ trang nhân dân.
Ông sinh ngày 10 tháng 11 năm 1949, quê quán tại xã Cẩm Sơn, huyện Mỏ Cày (nay là huyện Mỏ Cày Nam), tỉnh Bến Tre. Trước khi được bầu giữ chức vụ Bí thư Tỉnh ủy Bến Tre, ông từng giữ các chức vụ: Chủ tịch Ủy ban nhân dân tỉnh, Chỉ huy trưởng Bộ Chỉ huy Quân sự tỉnh Bến Tre, hàm Đại tá.